# Rada Łajkowa
Rada Stefanowa Łajkowa, bułg. Рада Стефанова Лайкова (ur. 3 kwietnia 1990 w Płowdiwie) – bułgarska polityk, posłanka do Parlamentu Europejskiego X kadencji.

## Życiorys
Uzyskała magisterium z europeistyki na Uniwersytecie Humboldtów w Berlinie oraz z europejskiego prawa gospodarczego na Uniwersytecie Europejskim Viadrina we Frankfurcie nad Odrą. Pracowała w Bundestagu jako doradczyni frakcji Alternatywy dla Niemiec. Zaangażowała się w działalność polityczną w ramach nacjonalistycznej partii Odrodzenie, została przewodniczącą jej oddziału w Berlinie. W wyborach w 2024 uzyskała mandat deputowanej do Europarlamentu X kadencji.